# ارمانو برینولی
ارمانو برینولی (ایتالیایی: Ermanno Brignoli؛ زادهٔ ۳۱ اوت ۱۹۶۹) دوچرخه‌سوار اهل ایتالیا است.